# 石座神社 (岡崎市)
石座神社（いわくらじんじゃ）は、愛知県岡崎市石原町にある神社。

## 概要
主祭神は火明之命。1930年（昭和5年）1月16日に拝殿、幣殿、渡殿が改築された。

## 神事
宮崎神社の神事「オトウダイコン」の1週間後に、神迎え神事「アマザケトウ」が行われる。「シロジロ」と呼ばれる粢（しとぎ）と大根で作った船に白神酒（甘酒）を入れた神饌を神社の六座社に供える神事である。神事の際に甘酒を献じる当屋をアマザケトウと称し、毎年4名がクジで選出される。選出されたアマザケトウは神事前日におこもりをする。当日早朝に境内脇の室合地川（むろごうちがわ）で禊を行った後、神事に臨む。

## 祭事
秋に例大祭が行われる。神輿の渡御に合わせて盛大にお練り行列が行われる。お練り行列は半日かけて神社と岡崎市立宮崎小学校を往復する。祭典部による打囃子や想野によるササオドリも加わり、賑やかに渡御が進行する。また、金的奉納の祭礼弓も行われる。
例大祭は古来より祇園祭として8月19日に行われていたが、養蚕業が当地で盛んな折に10月18日へと変更され、現在では10月の第3土・日曜日に行われている。